# Niels Bjerre
Niels Jakob Jakobsen Bjerre, född 1864 och död 1942, var en dansk målare.
Bjerre utbildades särskilt under Laurits Tuxens ledning. Han skildade den jylländska bondebefolkningens liv i en tung stil, men med kraft och uttryck i uppfattningen.